# Luigi Mola di Larizzate
Luigi Pietro Giacinto Maria Mola, conte di Larizzate, comunemente chiamato anche conte di Larissé o  di Larissey (Carignano, 31 gennaio 1779 – Mango, 29 aprile 1865), è stato un nobile italiano, sindaco di Torino nel 1836.

## Biografia
Figlio di Francesco Andrea (1735-1816) e di Anna Maria Luisa Busca di Mango (1754-1812), sposò in prime nozze Marianna Maggiolini Scarampi di Mombercelli, nel 1799, e in seconde nozze Rosa Costanza Broccardi, nel 1852
.
Fu sindaco di Torino nel 1836, con Ignazio Pansoya.
Il figlio Domiziano (1802-1863) fu senatore del Piemonte e presidente di Corte di Appello; il nipote Luigi (1830-1864), amico dello scrittore Francesco De Sanctis, morì suicida nel 1864.